# Bastro
Bastro est un groupe de post-hardcore et math rock américain.

## Biographie
Bastro est formé par le guitariste David Grubbs après son ancien groupe, Squirrel Bait, en 1987. Grubbs emménage à Washington, D.C. pour étudier à la Georgetown University où il forme une première version de Bastro avec le bassiste Dan Treado. Il recrute Clark Johnson (ex-Squirrel Bait), et le duo enregistre l'EP six titres Rode Hard and Put Up Wet, avec Steve Albini pour Homestead Records en 1988.
Après leur première sortie, Bastro tourne avec My Dad Is Dead, avec le batteur de l'époque à Oberlin College, John McEntire. McEntire se joint peu après à Bastro, remplaçant la boite à rythmes, et le trio enregistre un premier album, Howie Gano, ancien ingénieur-son de Squirrel Bait. Deux chansons de cette session sont publiées comme single en 1989 et un test pressing de l'album est fait ; le groupe part en tournée européenne. Ils reviennent en studio avec l'ingénieur Brian Paulson et enregistrent des versions plus rapides de leurs chansons — Shoot Me a Deer et Wurlitzer pendant la première session — compris dans leur premier album, Diablo guapo.   Les 12 morceaux durent au total 28 minutes, et comprennent une reprise de Pretty Smart on My Part de Phil Ochs.
Pendant cette période, Johnson étudiera à la Northwestern University à Evanston, dans la banlieue de Chicago, et Grubbs joue dans le groupe Bitch Magnet, ce qui mène à deux ans de répit avant la sortie d'un deuxième album de Bastro, Sing the Troubled Beast. Le groupe se sépare en 1993.

## Discographie
- Antlers: Live 1991 (album en concert, 2001)